# Higor Meritão
Higor Matheus Meritão (Monte Alto, 23 giugno 1994) è un calciatore brasiliano, centrocampista del CRB.

## Carriera
Dopo aver giocato a lungo con varie squadre nelle serie minori del campionato dello stato di San Paolo, nel 2018 è stato acquistato dalla Ferroviária, con cui si alterna giocando in prestito a Botafogo-SP e Paraná, entrambe nella seconda divisione brasiliana. Nel luglio del 2021 viene ceduto in prestito al Pumas UNAM, formazione della massima serie messicana.

## Statistiche

### Presenze e reti nei club
Statistiche aggiornate al 13 febbraio 2022.
| Stagione        | Squadra         | Campionato      | Campionato | Campionato | Coppe nazionali | Coppe nazionali | Coppe nazionali | Coppe continentali | Coppe continentali | Coppe continentali | Altre coppe | Altre coppe | Altre coppe | Totale | Totale |
| Stagione        | Squadra         | Comp            | Pres       | Reti       | Comp            | Pres            | Reti            | Comp               | Pres               | Reti               | Comp        | Pres        | Reti        | Pres   | Reti   |
| --------------- | --------------- | --------------- | ---------- | ---------- | --------------- | --------------- | --------------- | ------------------ | ------------------ | ------------------ | ----------- | ----------- | ----------- | ------ | ------ |
| 2018            | Velo Clube      | A3/SP           | 20         | 4          |                 | -               | -               |                    | -                  | -                  |             | -           | -           | 20     | 4      |
| 2018            | Ferroviária     | D               | 2          | 0          |                 | -               | -               |                    | -                  | -                  |             | -           | -           | 2      | 0      |
| 2019            | Ferroviária     | A1/SP           | 9          | 1          |                 | -               | -               |                    | -                  | -                  |             | -           | -           | 9      | 1      |
| 2019            | Botafogo-SP     | B               | 28         | 1          |                 | -               | -               |                    | -                  | -                  |             | -           | -           | 28     | 1      |
| 2020            | Ferroviária     | A1/SP           | 8          | 1          | CB              | 0               | 0               |                    | -                  | -                  |             | -           | -           | 8      | 1      |
| 2020            | Paraná          | B               | 32         | 2          | CB              | 1               | 0               |                    | -                  | -                  |             | -           | -           | 33     | 2      |
| 2021            | Ferroviária     | A1/SP           | 12         | 2          |                 | -               | -               |                    | -                  | -                  |             | -           | -           | 12     | 2      |
| 2021-2022       | Pumas UNAM      | LMX             | 26         | 2          |                 | -               | -               |                    | -                  | -                  | LC          | 2           | 0           | 26     | 2      |
| Totale carriera | Totale carriera | Totale carriera | 137        | 13         |                 | 1               | 0               |                    | -                  | -                  |             | 2           | 0           | 140    | 13     |

## Palmarès

### Club

#### Competizioni statali
- Campionato Catarinense: 1

Criciúma: 2024
- Campionato Alagoano: 1

CRB: 2025